# Listă de scriitori români - F

## Scriitori români - F
| - Fărcășanu, Mihail - Fianu, Adriana - Filimon, Nicolae - Filimon, Vasile - Flămând, Dinu | - Flora, Ioan - Florescu, Radu - Florian, Filip - Foarță, Șerban | - Frațilă, Augustin - Frunză, Victor - Fulga, Laurențiu - Fundoianu, Benjamin |